# San Francisco La Unión
San Francisco La Unión est une ville du Guatemala située dans le département de Quetzaltenango.